# Sedfest
Das Sedfest war ein altägyptisches Fest, bei dem der König eine zentrale Rolle einnahm. Die ältesten Belege reichen in die frühdynastische Zeit zurück, seit der Spätzeit wurde es zwar möglicherweise nicht mehr gefeiert, spielte aber immer noch bis in die Ptolemäerzeit eine wichtige Rolle in den Königsdarstellungen. Abbildungen des Sedfestes sind im Alten Reich erstmals im Südgrab des Djoser, im Sonnenheiligtum des Niuserre und in den Totentempeln des Sahure, Teti II. sowie des Pepi II. zu finden.
Die Quellensituation zum Sedfest ist sehr lückenhaft, die vollständigste Darstellung findet sich im Sonnenheiligtum des Niuserre. In dessen Regierungszeit erfuhr das Sedfest eine Aufwertung seiner Bedeutung, da es seither Bestandteil der Festzeremonien im Haupttempel war, nachdem in der Vorzeit dieser Kult in einem kleineren Sonnentempel abseits des Haupttempels vollzogen wurde. Hauptfunktion war offenbar die Erneuerung der Macht des Königs, entsprechend wurde es nach der Vorstellung der alten Ägypter auch im Jenseits gefeiert.

## Entstehung

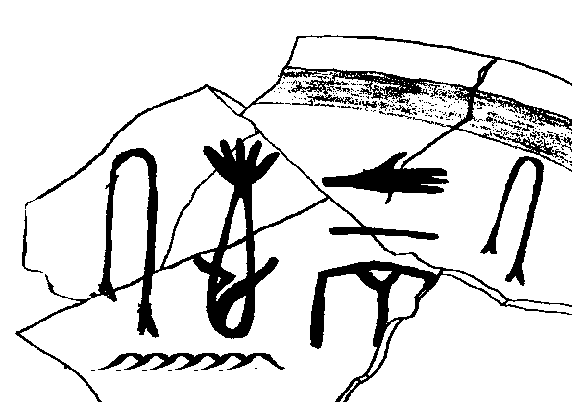
Nennung des Hebsed auf einer Alabasterscherbe aus der 2. Dynastie (Fundort: Sakkara)

Als möglicher Vorläufer des Sedfestes kommt das Vereinigungsfest der beiden Länder in Frage, das bei längeren Regierungsdauern auch als Jubiläumsfest zur Erneuerung der Herrschaft vollzogen wurde. Da die ursprüngliche Bedeutung des Sedfestes nicht geklärt ist, zieht die Ägyptologie ein Ritual bei den jägernomadischen Vorfahren der Naqada-II-Leute als Ursprung in Erwägung, bei dem der alte Anführer durch einen jungen Herrscher ersetzt wurde, indem der alte Amtsinhaber rituell getötet wurde.
Ein solcher Königsmord wurde bis in die Neuzeit bei verschiedenen nordostafrikanischen Völkern praktiziert. Cyril Aldred vertritt diese These und sieht im Sed-Fest archaische Überreste dieses Brauches: so umkreist der König die Stadt, umkränzt mit Zwiebeln – ebenso wie die Opfertiere. Das Aufhacken des Bodens soll ein Überbleibsel der Aushebung des Königsgrabes sein. Unsicher ist in diesem Zusammenhang der Ursprung der Bezeichnung „Sedfest“; in Erwägung kommt hierfür der Name des Gottes Sed, das ägyptische Wort sd „Tierschwanz“, oder ein gleichnamiges Kleidungsstück.
Im Alten Reich vollzog sich mit Einführung des Sonnengottes Re ein Bedeutungswandel. Die früheren Bezüge zur späteren Königsherrschaft in der Duat übernahm zunächst Re, ehe Osiris als Vertreter des Königs die Position des Mittlers zwischen der Duat und Re einnahm. Daher wechselte auch der frühzeitliche Ort der Sedfest-Prozessionen. Im Sonnenheiligtum des Niuserre fehlen deshalb die zugehörigen Heiligtümer. Die dortigen Darstellungen bezogen sich nicht auf den realen Sedfest-Kult, sondern spiegelten nur noch den einstigen Wunsch des Königs auf ewige Herrschaft wider.

## Datum und Ablauf
Das Sedfest wurde zumeist im dreißigsten Regierungsjahr und danach häufiger gefeiert. Es sind jedoch seit dem Alten Reich auch Sedfestansetzungen im Rahmen des „kleinen Sedfestes“ während der Sokar-Feierlichkeiten bekannt, die nicht an eine dreißigjährige Herrschaft gebunden waren. Aus dem Festkalender des Niuserre geht hervor, dass im Alten Reich der Tag des Errichtens vom Djed-Pfeiler kurz vor Sonnenaufgang des 1. Peret I stattfand und damit ursprünglich die neue Jahreszeit einläutete.
Zusätzlich stand das Sedfest in unmittelbarem Zusammenhang mit dem Min-Fest, das ebenfalls im Rahmen des Festkalenders eng mit der Erneuerung der königlichen Macht verbunden war. Die zentrale Bedeutung des Sedfestes wird mit der Verortung in die „verborgene Weltkammer“ vom Sonnenheiligtum des Niuserre verständlich, die damit den Charakter einer Stätte der Wiedergeburt aufweist. Der König übernimmt in den Darstellungen des Sedfestes im Niuserre-Sonnenheiligtum die Rolle des „Vollziehers der Schöpfung“.
Die Ausrufung des Sedfestes erfolgte seit dem Mittleren Reich während der Feierlichkeiten des Krönungsfestes. Die Ägypter feierten das Sedfest im Neuen Reich am festgesetzten Termin des 27. Schemu II (Payni). Den Hintergrund der Terminfestsetzung bildete das Talfest, da es im ungünstigsten Fall durch die Ansetzung im Mondkalender auf den 26. Schemu II fallen konnte.
Der genaue Ablauf des Sedfests ist strittig, daher kann die im Folgenden dargestellte Abfolge nicht mehr als einen Versuch darstellen, die erhaltenen Darstellungen zu ordnen. Zu Beginn des Festes stand eine Prozession, es folgte in einem Gebäude die „Löwenmöbelfolge“. Dann thront der König mit der roten beziehungsweise weißen Krone in einem Pavillon und empfängt Abgesandte aus dem Land, danach besucht der König die Kapellen verschiedener Götter, um ihre Statuen zum Umzug abzuholen. In einem besonderen Ornat mit einem Schurz und einem Tierschwanz hält der König gemeinsam mit den Götterstatuen den Sedlauf ab. Dieser Zeremonie schließen sich die Vorführung und Übergabe des Viehs an die Götter an. Zum Schluss besucht der König in seiner Sänfte die Reichsheiligtümer, wo er verschiedene Riten durchführt.
Typisch für das Sedfest ist ein spezielles Königsornat: ein kurzer Mantel mit einem fast schulterfreien Ausschnitt, die weiße bzw. rote Krone, einen Krummstab und Wedel.

## Sedfest im Ahnenkult
Im Ahnenkult der Ägypter spielte das Sedfest eine wichtige Rolle, da der herrschende König seine Machtstellung mit göttlicher Billigung der Ahnen erneuern und bekräftigen konnte. Dementsprechend oft finden sich Sedfest-Darstellungen in den Totentempeln der Herrscher.
Die größte Ausprägung findet sich im Komplex der Djoser-Pyramide – dort befindet sich im Komplex ein Areal bestehend aus einem Hof mit umgebenden symbolischen Tempeln zur jenseitigen Durchführung des Sed-Laufes. In späteren Begräbniskomplexen wurde dieses aufwändige Element durch Reliefdarstellungen des Sed-Laufs im Totentempel ersetzt.